# کلاته سبز
کلاته سبز، روستایی از توابع بخش مرکزی شهرستان فریمان در استان خراسان رضوی ایران است.
با عبور از شهر فرهادگرد حدود ۱۰ کیلومتر جاده خاکی را طی نموده و به دوراهی که سمت راست روستای کلاته سبز و سمت چپ روستای کلاته خوش می‌رسیم. در مقابل این دو راهی تپه بسیار بزرگی وجود دارد که جاده ای به طول ۳۰۰ متراز کنار این تپه شما را به ورودی روستا می‌رساند. این تپه از فواصل دور به‌خوبی قابل رویت می‌باشد و نشانه ای خوب برای این روستا می‌تواند باشد از صعود به این تپه و تماشای منطقه از بالای ان دریغ نکنید. این روستا در کنار کوه قطارالنگ قرار دارد که در فصل بهار بسیار خوش آب و هواست. در ورودی این روستا چشمه ای است که آب بسیار سرد و گوارایی دارد و آب شرب مردم روستا را تأمین می‌کند البته روستا دارای آب لوله‌کشی می‌باشد.
این روستا دارای برق و لوله‌کشی گاز طبیعی نیز می‌باشد که باعث رفاه قابل توجه اهالی آن شده است. اهالی ان به کار کشاورزی و دامپروری می‌پردازند.

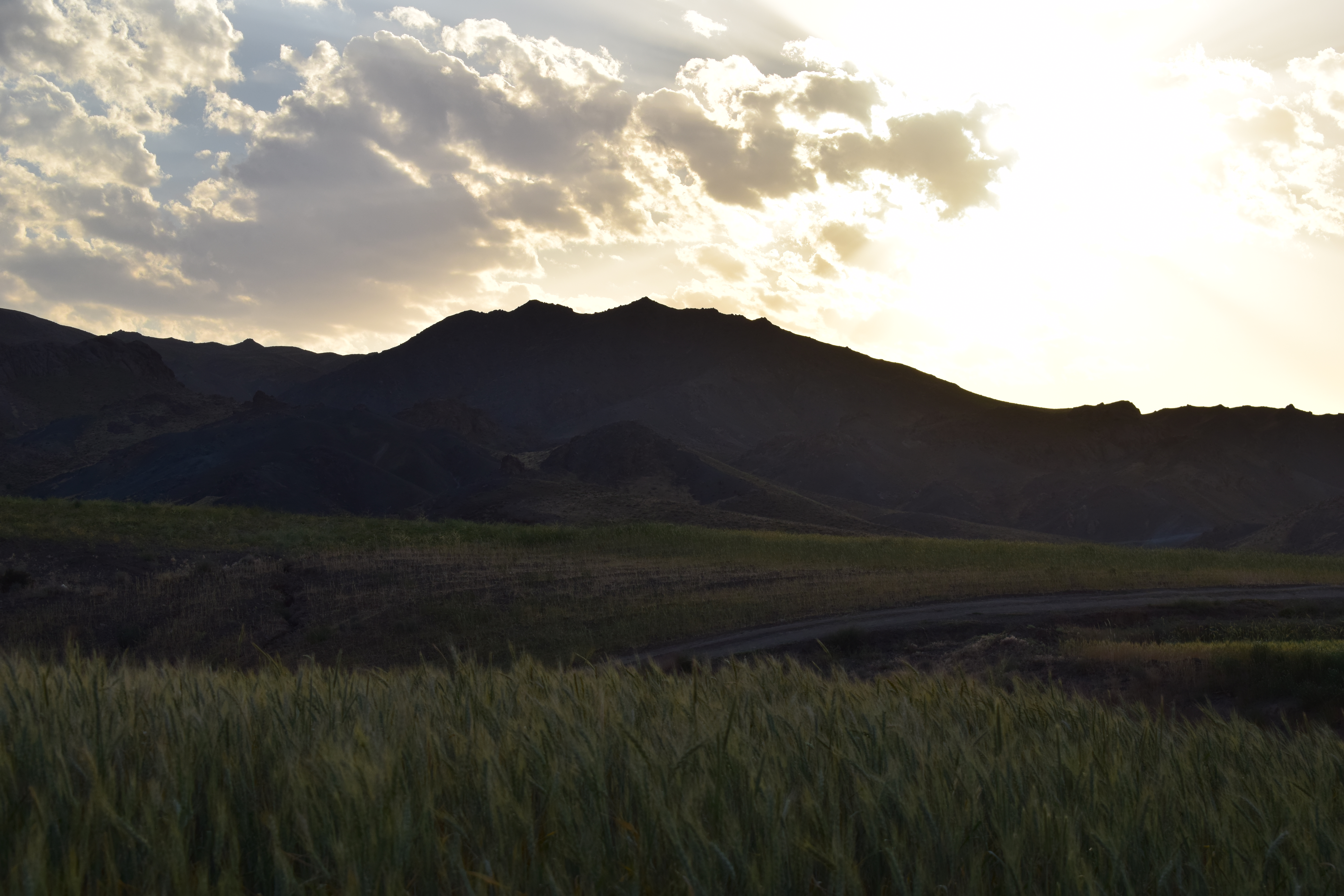
غروب ابری

## مکان‌های تفریحی و مناظر دیدنی

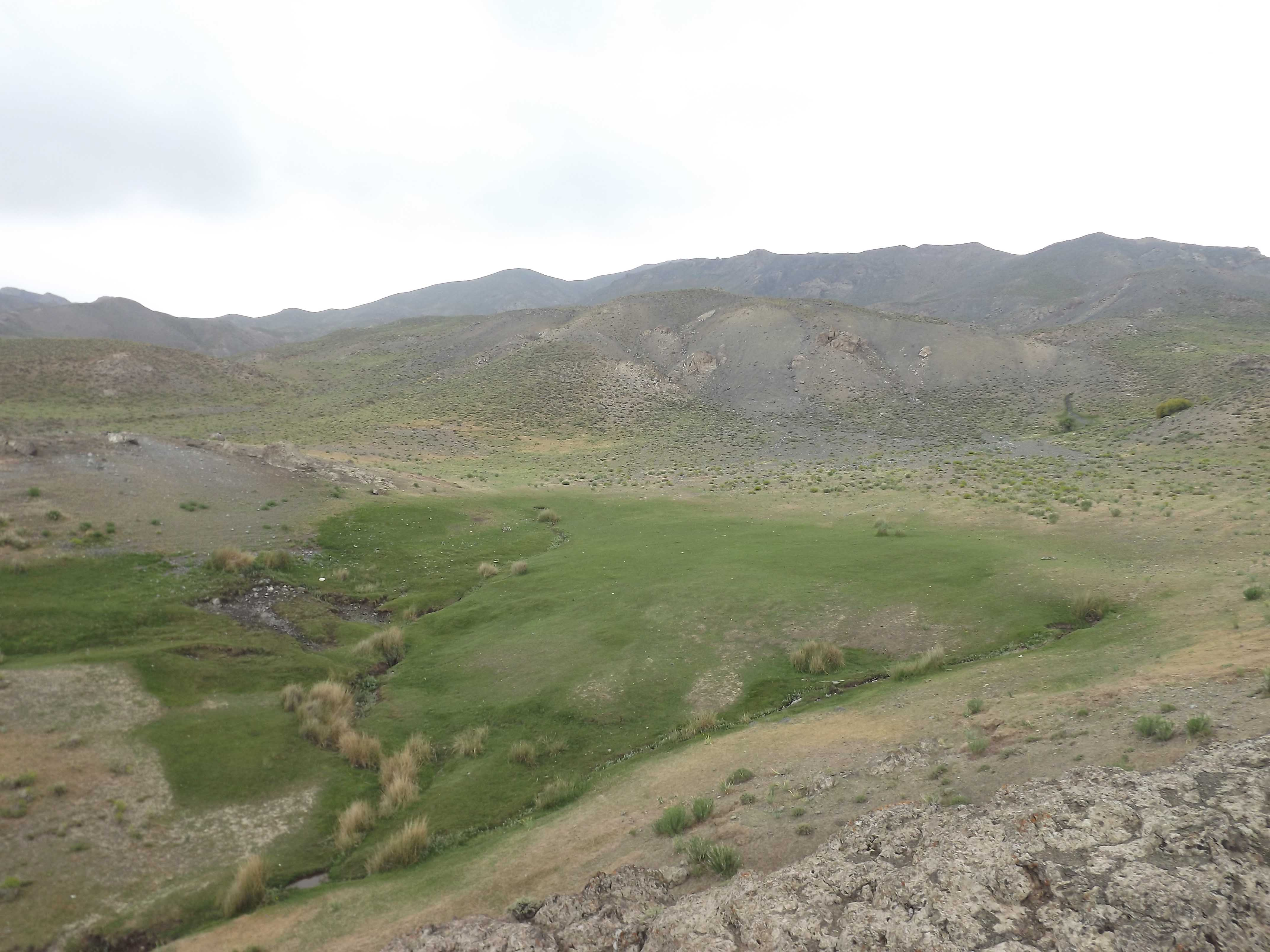
ولنگ

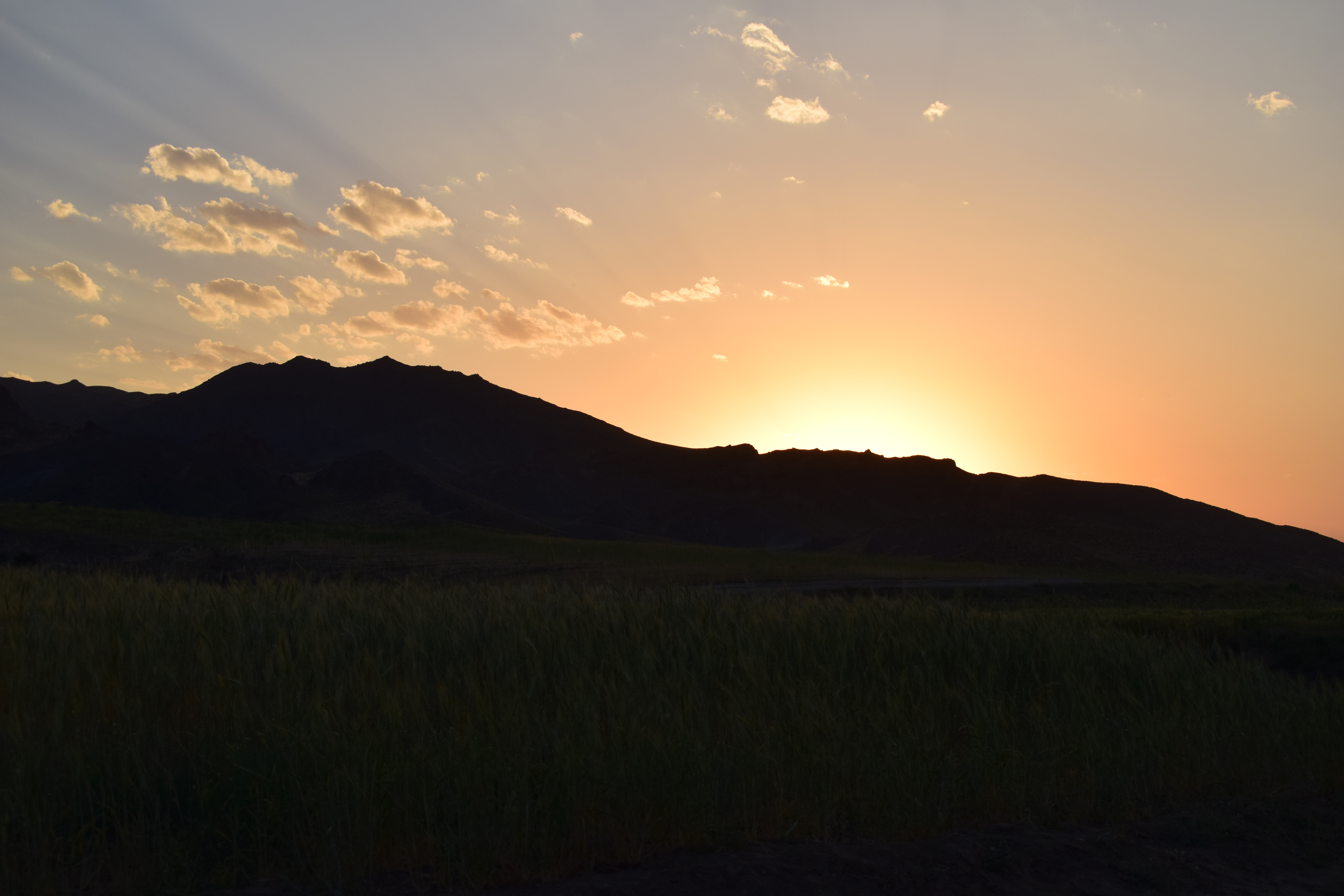

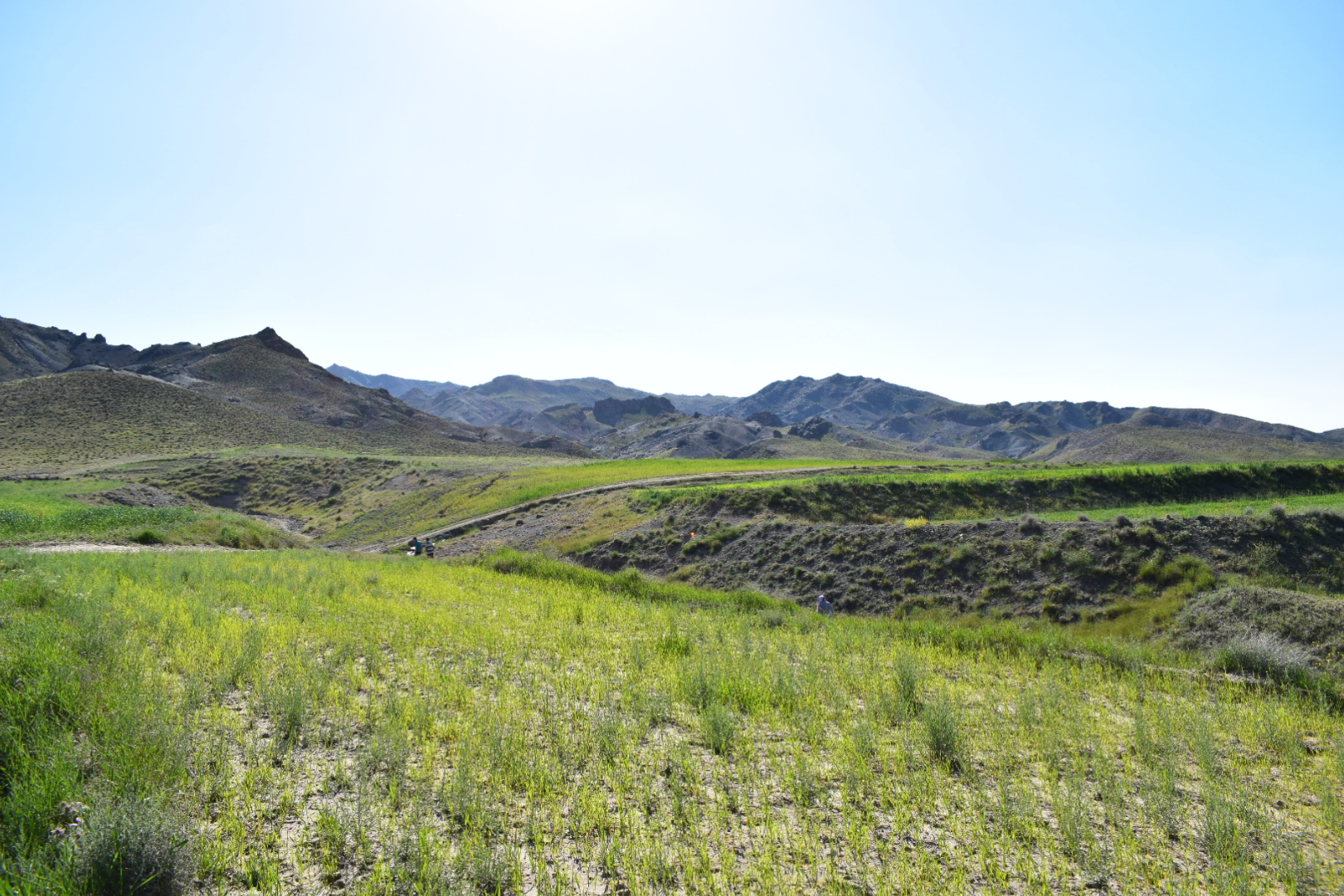

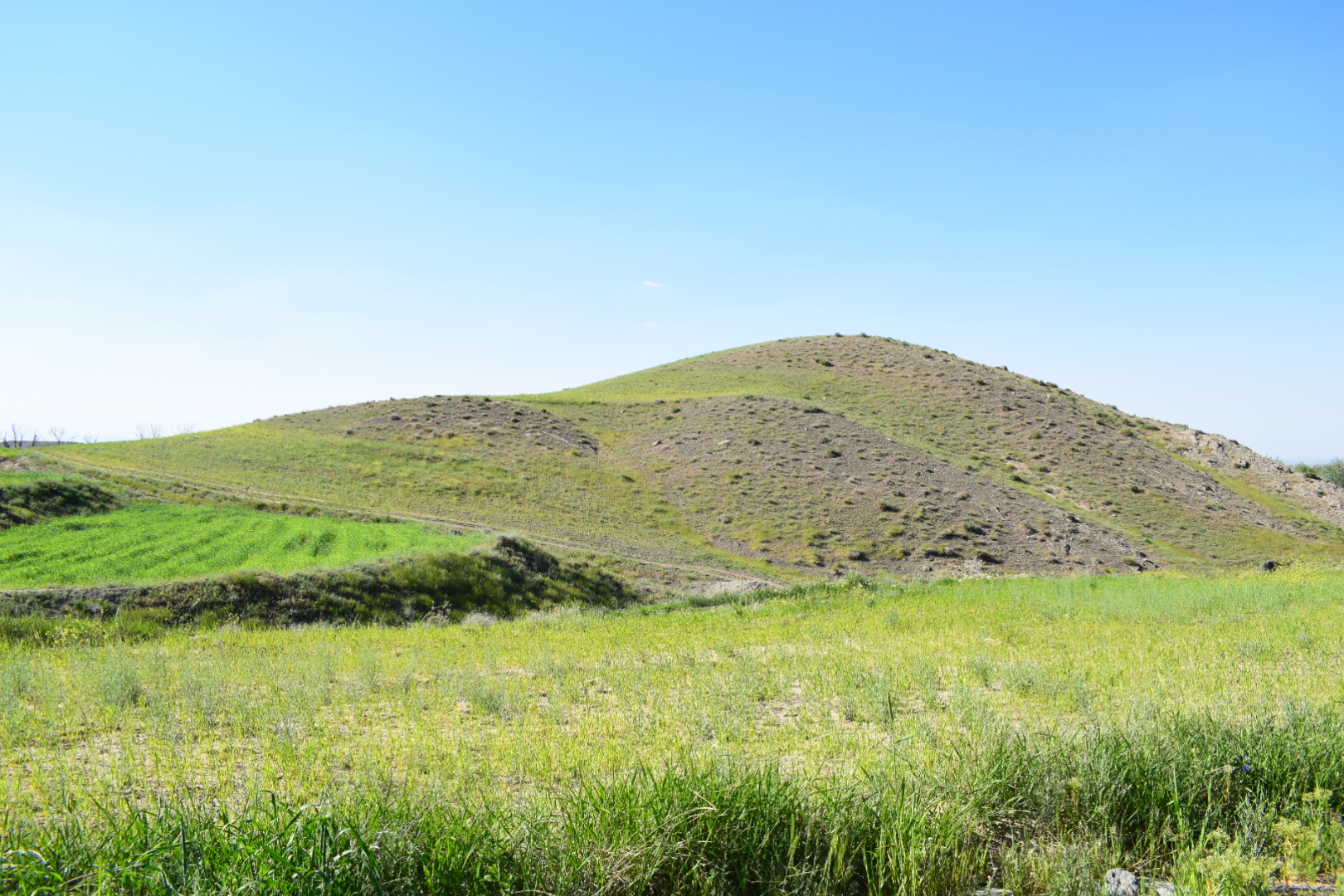

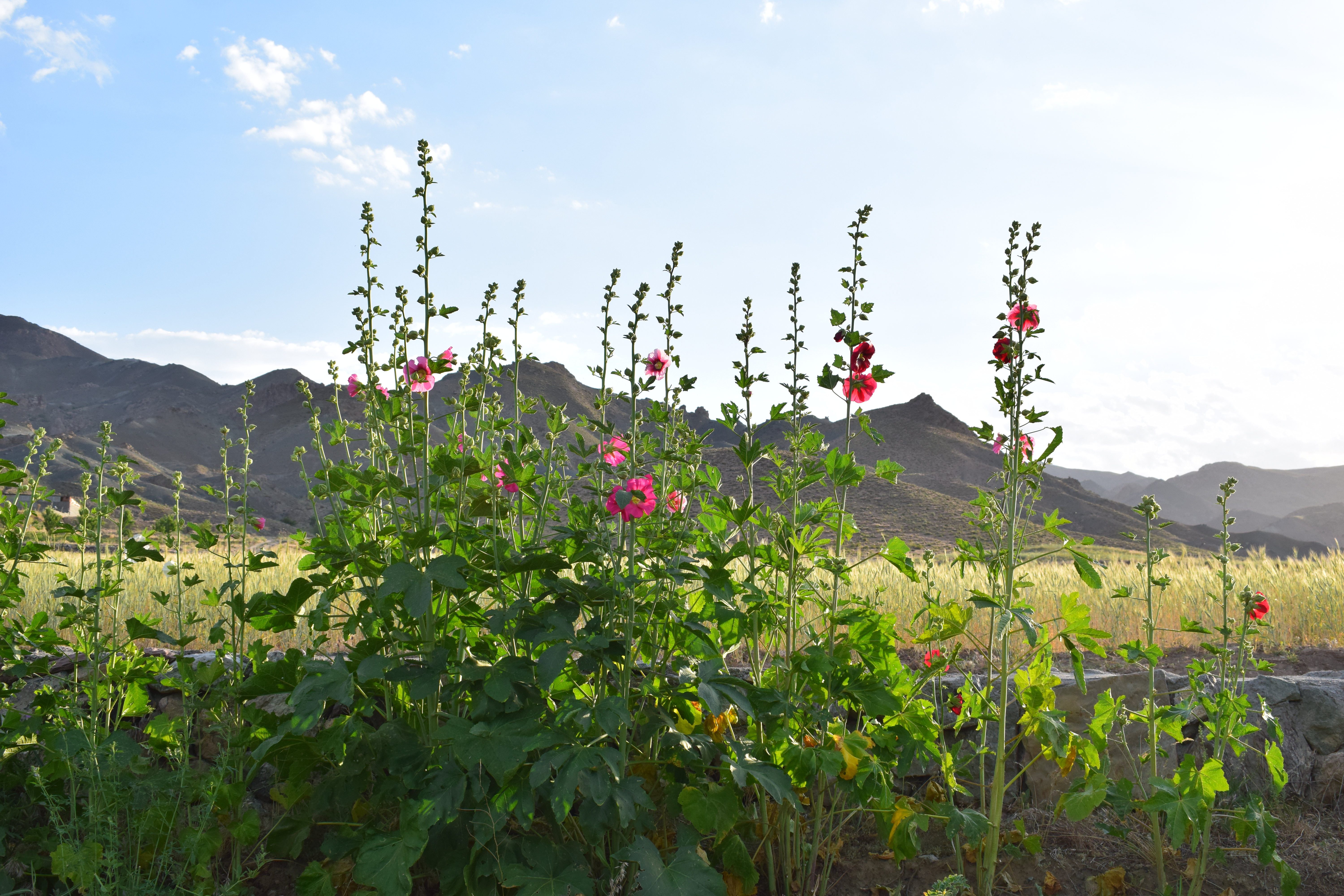

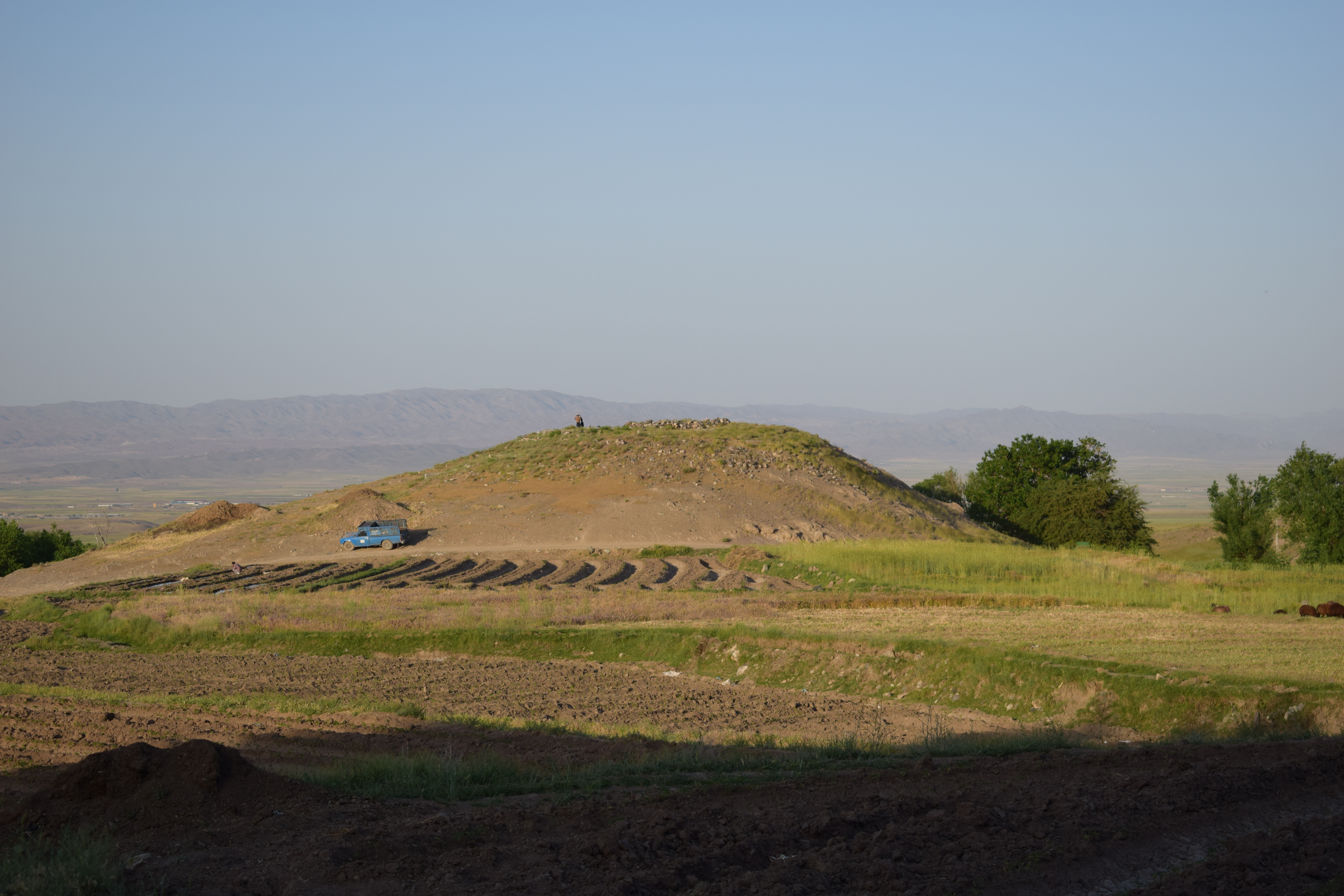

شرشری، سنگ سوراخ، پیش کمربزی، زلزله، اولنگ،مزار

## جمعیت
```
براساس 
سرشماری مرکز آمار ایران
 
در سال ۱۳۸۵
، جمعیت آن ۲۰۰ نفر (۴۹خانوار) بوده است.
```